# Alessandro Burgos
Alessandro Burgos, al secolo Giovanni Battista Francesco (Messina, 26 dicembre 1666 – Catania, 20 luglio 1726), è stato un vescovo cattolico italiano.

## Biografia
Fu avviato sin da giovane alla carriera ecclesiastica ed entrò il 5 ottobre 1682 nell'Ordine dei frati minori conventuali, pronunciando i voti solenni il 6 ottobre dell'anno successivo. Fu ordinato sacerdote a Palermo il 23 settembre 1690 e fu consacrato vescovo di Catania da papa Benedetto XIII il 10 marzo del 1726 e il 10 maggio dello stesso anno assunse anche la dignità di assistente al soglio pontificio. Giunse a Catania solo il 5 luglio dello stesso anno, dopo un viaggio avventuroso nel quale la nave su cui viaggiava tra Messina e Catania fece naufragio a Mascali. Per i postumi del naufragio, morì a Catania il 20 luglio 1726 a quasi sessant'anni.. Fu professore di filosofia a Messina, e in seguito si trasferì a Roma, dove fu ammesso l'8 maggio 1693 al collegio di San Bonaventura, dove ottenne la laurea in teologia il 2 maggio 1696. Entrò a far parte dell'Accademia dell'Arcadia il 6 agosto 1699 col nome pastorale di Emone Lapizio e fu iscritto anche all'Accademia degli Infecondi. Fu lettore di teologia, filosofia e retorica a Bologna e dal 1702, per un biennio, insegnò storia ecclesiastica a Perugia. Ritornò nel 1704 a Roma dove, tra il 1709 e il 1711, insegnò eloquenza alla Sapienza e fu scelto come consultore delle congregazioni dei Riti e dell'Indice. Nel 1713, fu chiamato dalla Repubblica di Venezia come professore di metafisica all'Università di Padova, dove stette 14 anni prima di essere consacrato vescovo di Catania su indicazione dell'imperatore Carlo VI. È annoverato fra i pensatori filogiansenisti siciliani ed è ricordato, in particolare, per una descrizione dei danni del terremoto del 1693 che aveva colpito la Sicilia orientale, scritta al tempo in cui era professore a Messina.

## Opere
- Lettera del padre Alessandro Burgos scritta ad un suo amico, che contiene le notizie sinora avute de' danni cagionati in Sicilia da tremuoti a 9 e 11 genn. 1693, Palermo, 1693.
- Institutionum theologicarum syntagma operis de studio theologico recte instituendo..., Venezia, 1727.

## Genealogia episcopale
La genealogia episcopale è:
- Cardinale Scipione Rebiba
- Cardinale Giulio Antonio Santori
- Cardinale Girolamo Bernerio, O.P.
- Arcivescovo Galeazzo Sanvitale
- Cardinale Ludovico Ludovisi
- Cardinale Luigi Caetani
- Cardinale Ulderico Carpegna
- Cardinale Paluzzo Paluzzi Altieri degli Albertoni
- Papa Benedetto XIII
- Vescovo Alessandro Burgos